# Caracoles a la madrileña

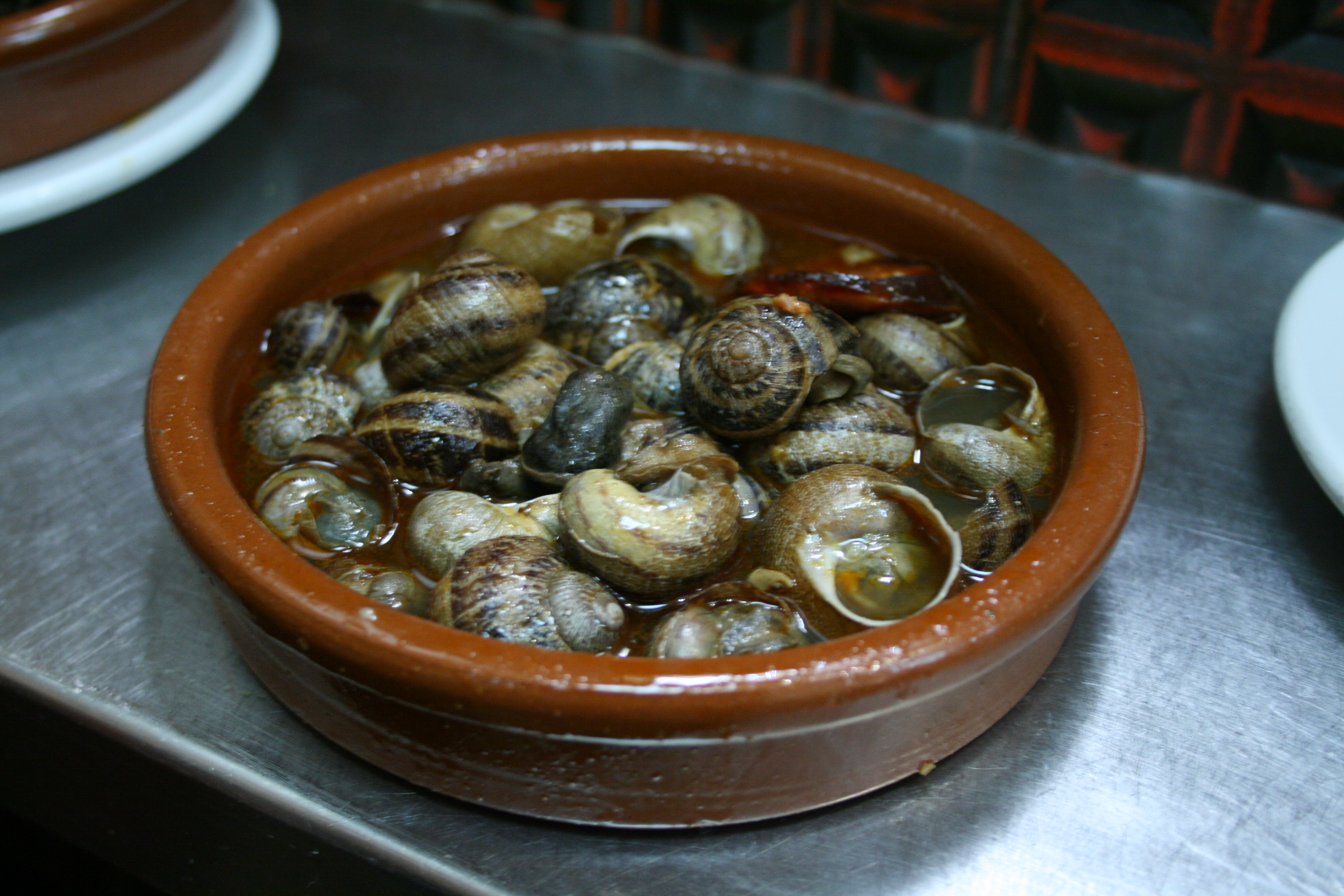
Caracoles a la madrileña.

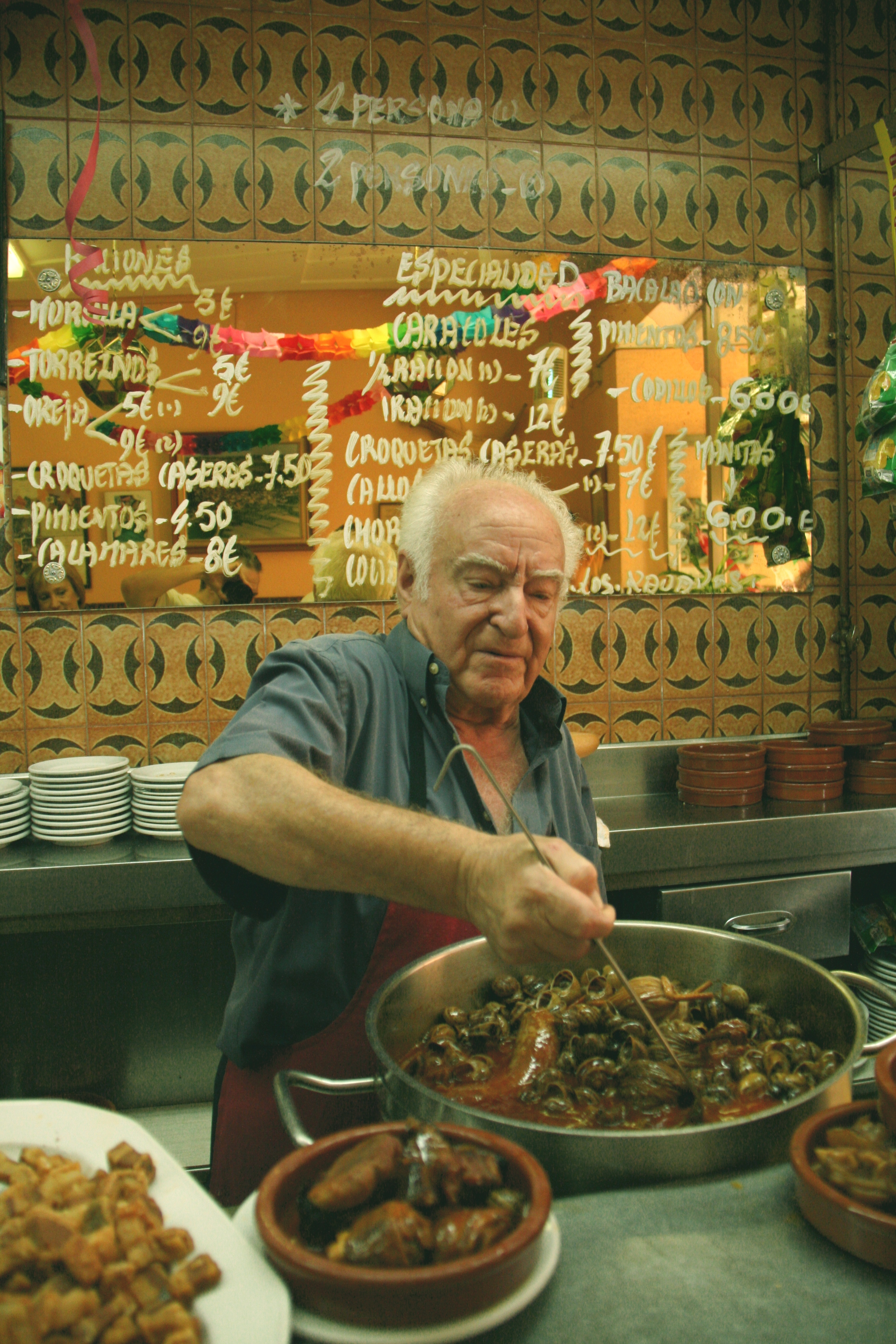
Pote de caracoles a la madrileña en una tasca típica. Muchos platos tradicionales tienen menos de un siglo de historia en la capital.

Los caracoles a la madrileña es un plato típico de los bares y tascas de la culinaria madrileña. Se trata de un plato cuyo principal ingrediente son los caracoles que son cocidos a fuego lento en un caldo de carne concentrado. Debido a la añadidura de una guindilla suelen tener un sabor ligeramente picante. Se sirven calientes, en época alta de recolección de caracoles (que cocincide con la primavera). Es tradicional servirse en cazuela de barro acompañados de un vaso de vino tinto. 

## Características
Los caracoles según cuenta la tradición se suelen recolectar de las viñas existentes en las cercanías de Madrid. Antaño en los poblados de Chamartín, Hortaleza, Fuencarral o Canillas. Esta abundancia de ellos hizo que se instalaran merenderos en sus cercanías, donde se ofrecían de forma relativamente barata a los habitantes de la villa, donde había carteles que indicaban: "Se guisan callos y caracoles con esmero y equidad". Deben ser gordos y oscuros. Deben ser lavados hasta "quitarles la malicia". Su sabor ligeramente picante hacía que los clientes consumieran en mayor medida vino (bebida que suele acompañar a su ingesta). Los caracoles madrileños se cuecen con diversas viandas cárnicas, lo que proporciona un caldo de gran sabor.
A comienzos de siglo XX era una tapa muy frecuente en los bares de Madrid. Suelen comerse con palillos (palillero). Hoy en día se sirven como tapa o ración en algunos de los bares más tradicionales de Madrid. Es plato de taberna, realizado con lentitud mientras los ingredientes hacen el caldo.

## Preparación
La forma tradicional de cocinar lentamente este tipo de caracoles emplea un caldo de carne concentrado que puede llevar embutidos de matanza, así como jamón y algún que otro sofrito típico con ajo. La cocción puede llevar en algunos de los casos horas a temperaturas moderadas. Es necesario haber limpiado bien los caracoles para que no dejen sabores extraños en el caldo. La salsa, que ha de quedar ligada, aromática y picante, inspiró un lindo cuento de «Fernanflor», titulado así: La salsa de los caracoles, que se sitúa en la Venta del Espíritu Santo (la más famosa de las que dieron nombre a las actuales Ventas), donde ha de pensarse que los guisaban a la perfección.